# Mistrzostwa Świata Strongman 1981
Mistrzostwa Świata Strongman 1981 – doroczne, indywidualne zawody siłaczy.
WYNIKI ZAWODÓW:

Data: 1981 r.

Miejsce: Six Flags Magic Mountain (stan Kalifornia)  Stany Zjednoczone
| Miejsce | Zawodnik           | Kraj              | Punkty |
| ------- | ------------------ | ----------------- | ------ |
| 1.      | Bill Kazmaier      | Stany Zjednoczone | 96     |
| 2.      | Geoff Capes        | Anglia            | 88     |
| 3.      | Dave Waddington    | Stany Zjednoczone | 72,5   |
| 4.      | Jerry Hannon       | Stany Zjednoczone | 68     |
| 5.      | Craig Wolfley      | Stany Zjednoczone | 63     |
| 6.      | Keith Bishop       | Stany Zjednoczone | 61,5   |
| 7.      | Stago Piczko       | Holandia          | 59     |
| 8.      | Durwin Piper       | Stany Zjednoczone | 58     |
| 9.      | Joe Zaliezniak     | Stany Zjednoczone | 48     |
| 10.     | Bishop Dolegiewicz | Kanada            | 46     |

## Nagrody
| Miejsce | Wysokość nagrody |
| ------- | ---------------- |
| 1.      | $ 20 000         |
| 2.      | $ 12 500         |
| 3.      | $ 7500           |
| 4.      | $ 5000           |
| 5.      | $ 4500           |